# صاریغ کوتوله غربی
صاریغ کوتوله غربی (نام علمی: Cercartetus concinnus) نام یک گونه از سرده خوابالوصاریغ‌ها است.